# Jan Chojeński
Jan Chojeński herbu Abdank (ur. 17 marca 1486 w Golejówku koło Sieradza, zm. 11 marca 1538 w Piotrkowie) – biskup rzymskokatolicki, sekretarz króla Zygmunta I Starego, senator I Rzeczypospolitej.
Kanclerz wielki koronny, doktor obojga praw uniwersytetu w Sienie, biskup przemyski od 1531, biskup płocki od 1535, a od 1537 biskup krakowski, archidiakon krakowski, prepozyt kapituły katedralnej poznańskiej w latach 1526–1535,
sekretarz wielki koronny od 1526 roku, sekretarz królewski Zygmunta I Starego, posiadał przywilej kreacji notarialnej.
Zaufany urzędnik króla Zygmunta I Starego i królowej Bony, których kilkakrotnie reprezentował w układach o koronę węgierską. Był posłem Zygmunta I Starego na sejmik województwa krakowskiego w Proszowicach.
Bronił przywilejów kościoła przed ruchem egzekucyjnym. Nie dopuścił do ograniczenia prerogatyw Stolicy Apostolskiej w stosunku do spraw polskich. Skupiał wokół siebie elitę umysłową kraju, wspierał najwybitniejszych przedstawicieli humanizmu. Ufundował stypendium dla Marcina Kromera, na studia do Padwy wysłał późniejszego lekarza i profesora medycyny Józefa Strusia; na swój dwór przyjął Stanisława Hozjusza. Na sejmie piotrkowskim, 1538, który zajął się ograniczaniem praw gospodarczych Żydów, wygłosił mowę, domagając się wypędzenia Żydów z Polski. Następnego dnia już nie żył. To stało się podstawą do snucia podejrzeń, że został otruty.
Pochowany został za ołtarzem głównym w katedrze wawelskiej. Obecnie płyta nagrobna biskupa znajduje się w kaplicy króla Jana Olbrachta pw. Bożego Ciała.

## Literatura dodatkowa
- Władysław Pociecha: Chojeński Jan. W: Polski Słownik Biograficzny. T. 3: Brożek Jan – Chwalczewski Franciszek. Kraków: Polska Akademia Umiejętności – Skład Główny w Księgarniach Gebethnera i Wolffa, 1937, s. 396–399. Reprint: Zakład Narodowy im. Ossolińskich, Kraków 1989, ISBN 83-04-03291-0.